# Шехманский сельсовет
Шехманский сельсовет — сельское поселение в Петровском районе Тамбовской области Российской Федерации.
Административный центр — село Шехмань.

## История
Статус и границы сельского поселения установлены Законом Тамбовской области от 17 сентября 2004 года № 232-З «Об установлении границ и определении места нахождения представительных органов муниципальных образований в Тамбовской области».

## Население
| 2010  | 2012  | 2013  | 2014  | 2015  | 2016  | 2017  |
| ----- | ----- | ----- | ----- | ----- | ----- | ----- |
| 1359  | ↘1299 | ↘1245 | ↘1221 | ↘1190 | ↘1139 | ↘1129 |
| 2018  | 2019  | 2020  | 2021  |       |       |       |
| ↘1101 | ↘1066 | ↘1041 | ↘962  |       |       |       |

## Состав сельского поселения
| № | Населённый пункт | Тип населённого пункта       | Население |
| - | ---------------- | ---------------------------- | --------- |
| 1 | Большой Избердей | село                         | ↘402      |
| 2 | Озёрки           | село                         | ↘121      |
| 3 | Шехмань          | село, административный центр | ↘836      |